# Iridogorgia
Iridogorgia is een geslacht van neteldieren uit de klasse van de Anthozoa (bloemdieren).

## Soorten
- Iridogorgia bella Nutting, 1908
- Iridogorgia fontinalis Watling, 2007
- Iridogorgia magnispiralis Watling, 2007
- Iridogorgia pourtalesii Verrill, 1883
- Iridogorgia splendens Watling, 2007